# Rosemarys baby (film)
Rosemarys baby (engelska: Rosemary's Baby) är en amerikansk psykologisk skräckfilm från 1968 med manus och regi av Roman Polański. Manuset bygger på romanen Rosemarys baby från 1967 av Ira Levin. I filmen spelar Mia Farrow en ung (snart gravid) fru som bor på Manhattan som misstänker att hennes äldre grannar är medlemmar i en satanistisk sekt och enbart bekantar sig med henne för att använda hennes barn för sina ritualer. Filmens biroller inkluderar John Cassavetes, Ruth Gordon, Sidney Blackmer, Maurice Evans, Ralph Bellamy, Patsy Kelly, Angela Dorian och i sin långfilmsdebut, Charles Grodin.
Filmen behandlar teman relaterade till paranoia, kvinnorörelsen, kristendom (katolicism) och ockultism. Även om filmen huvudsakligen utspelar sig i New York City, ägde huvuddelen av inspelningarna av Rosemarys baby rum i Los Angeles under slutet av 1967. Filmen släpptes den 12 juni 1968 av Paramount Pictures och blev en kassasuccé och tjänade in över 30 miljoner dollar i USA. Den fick nästan världsvid hyllning och nominerades till flera utmärkelser, inklusive flera Golden Globe Award-nomineringar och två Oscar-nomineringar, vann Oscar för bästa kvinnliga biroll (Ruth Gordon) och Golden Globe i samma kategori. Sedan lanseringen har Rosemarys baby allmänt betraktats som en av de största skräckfilmerna genom tiderna. År 2014 valdes filmen ut för bevarande i USA:s National Film Registry av Library of Congress som "kulturellt, historiskt eller estetiskt betydelsefullt".

## Handling
Guy Woodhouse, en scenskådespelare, och hans fru, Rosemary, flyttar in i Bramford, ett stort nyrenässanshus i New York City. De bortser från sin vän Hutchs varning om Bramfords mörka förflutna med trolldom och mord.
I tvättstugan träffar Rosemary en ung kvinna, Terry Gionoffrio, en tillfrisknande narkoman som Minnie och Roman Castevet, Woodhouses äldre grannar, har tagit in. En natt hoppar Terry till synes från Castevets lägenhet på 7:e våningen och dör. Dådet oroar paret Castevets. Medan Guy blir nära bekant med paret tycker Rosemary att de är irriterande och påträngande. Minnie ger Terrys hängsmycke till Rosemary som en lyckoamulett och säger att den innehåller "tannisrot".
Guy får rollen i en framgångsrik pjäs efter att huvudskådespelaren oförklarligt blivit blind. Med sin skådespelarkarriär i full blom vill Guy ha ett barn med Rosemary. På kvällen som de planerar att bli gravida, kommer Minnie över med var sin kopp chokladmousse till efterrätt. När Rosemary klagar över att den har en kritig "eftersmak" och inte äter upp den, kritiserar Guy henne för att vara otacksam. Rosmary smakar lite mer för att lugna honom och slänger sedan diskret resten. Strax efter blir hon yr och svimmar. I ett drömlikt tillstånd hallucinerar Rosemary att bli våldtagen av en demonisk närvaro (Satan) medan Guy, Castevets och andra hyresgäster i Bramford, alla nakna, tittar på. Nästa morgon förklarar Guy reporna som täcker Rosemarys kropp med att hävda att han inte ville missa "baby night" och hade sex med henne medan hon var medvetslös. Han säger att han sedan dess har klippt naglarna.
Rosmary blir gravid och med barnet väntas anlände den sista veckan i juni. De upprymda Castevets insisterar på att Rosemary går till deras nära vän Dr. Abraham Sapirstein, en framstående förlossningsläkare, snarare än till Rosemarys egen läkare Dr. Hill. Under sin första trimester lider Rosemary av svåra buksmärtor och går ner i vikt. Vid jultid oroar hennes spöklka utseende hennes vänner och även Hutch, som har forskat i Bramfords historia. Innan han delar sina fynd med Rosemary faller han i en mystisk koma. Rosemary, som inte står ut med smärtan insisterar på att träffa Dr. Hill medan Guy argumenterar mot det och säger att Dr. Sapirstein kommer att bli förolämpad. När de argumenterar slutar smärtorna plötsligt och Rosemary känner barnet röra sig.
Tre månader senare informerar Hutchs vän Grace Cardiff Rosemary om att Hutch är död. Innan han dog återfick han kort medvetandet och sa att han skulle ge Rosemary en bok om trolldom, All of Them Witches, tillsammans med det kryptiska meddelandet: "Namnet är ett anagram". Rosemary drar så småningom slutsatsen att Roman Castevet är ett anagram för Steven Marcato, son till en tidigare bosatt i Bramford och en känd satanist. Hon misstänker att Castevets och Dr Sapirstein tillhör ett sataniskt coven och har onda avsikter för hennes barn. Guy tillbakavisar detta och kastar senare bort boken, vilket upprör Rosemary och gör henne misstänksam mot honom.
Livrädd går hon till Dr. Hill för att få hjälp. Han förutsätter att hon lider av vanföreställning och ringer Dr Sapirstein, som anländer med Guy för att ta henne hem. Om hon vägrar kommer hon skickas till ett mentalsjukhus. Rosemary låser in sig i lägenheten, men covenmedlemmar kommer in och fångar henne. Dr Sapirstein lugnar en hysterisk Rosemary, som går in i förlossningen och föder. När hon vaknar får hon veta att barnet var dödfött. När Rosemary återhämtar sig märker hon att hennes pumpade bröstmjölk verkar sparas istället för att kasseras. Hon slutar ta sina föreskrivna piller och blir mindre groggy. När Rosemary hör ett spädbarn gråta hävdar Guy att nya hyresgäster med en bebis har flyttat in i en lägenhet en våning upp.
Rosemary tror att hennes bebis lever och upptäcker en dold dörr i sovrumsgarderoben som leder direkt in i Mimmi och Romans lägenhet. Guy, Castevets, Dr Sapirstein och andra covenmedlemmar är där, samlade runt en barnsäng draperad i svart med ett upp och ner kors hängande över den. Rosemary kikar ner och blir förskräckt och kräver att få veta vad som är fel med hennes barns ögon. Roman förkunnar att barnet Adrian är Satans son och den förmodade Antikrist, och att han "har sin fars ögon". Han uppmanar Rosemary att bli mamma till sitt barn och lovar henne att hon inte kommer att behöva gå med i coven. När Guy försöker lugna henne och säger att de kommer att belönas och få egna barn, spottar hon honom i ansiktet. Efter att ha hört spädbarnets skrik ger Rosemary dock efter för sina modersinstinkter och vaggar försiktigt barnsängen.

## Rollista
- Mia Farrow – Rosemary Woodhouse
- John Cassavetes – Guy Woodhouse
- Ruth Gordon – Minnie Castevet
- Sidney Blackmer – Roman Castevet
- Maurice Evans – Hutch
- Ralph Bellamy – Dr. Abraham Sapirstein
- Charles Grodin – Dr. Hill
- Patsy Kelly – Laura-Louise
- Angela Dorian – Terry Gionoffrio
- Elisha Cook – Mr. Nicklas
- Emmaline Henry – Elise Dunstan
- Hanna Landy – Grace Cardiff
- Philip Leeds – Dr. Shand
- Hope Summers – Mrs. Gilmore
- D'Urville Martin – Diego
- Marianne Gordon – Rosemarys väninna
- Wendy Wagner – Rosemarys väninna
- Robert Osterloh – Mr. Fountain
- Walter Baldwin – Mr. Wees
- Tony Curtis – Donald Baumgart (röst) (ej krediterad)
- Clay Tanner – Djävulen

## Produktion

### Bakgrund
I Rosemary's Baby: A Retrospective, en filmsekvens på DVD-utgåvan av filmen, talar manusförfattaren/regissören Roman Polanski, Paramount Pictures verkställande chef Robert Evans och scenografen Richard Sylbert om produktionen. Evans erinrade sig att William Castle gav honom bokens korrektur och bad honom att köpa filmrättigheterna redan innan Random House publicerade boken i april 1967. Studiochefen erkände projektets kommersiella potential och instämde i beslutet att Castle, som var känd för sina lågbudgetskräckfilmer, kunde producera men inte regissera filmbearbetningen. Han gör ett cameo-framträdande som mannen vid telefonkiosken som väntar på att Mia Farrows karaktär ska avsluta sitt samtal.
François Truffaut hävdade att Alfred Hitchcock först erbjöds chansen att regissera filmen men tackade nej. Evans beundrade Polanskis europeiska filmer och hoppades att han kunde övertyga honom att göra sin amerikanska debut med Rosemarys baby. Han visste att regissören var en skidfantast som var angelägen om att göra en film med sporten som grund, så han skickade honom manuset till Downhill Racer tillsammans med det till Rosemarys baby. Polanski läste den senare boken oavbrutet hela natten och ringde Evans följande morgon för att berätta att han tyckte att Rosemarys baby var det mer intressanta projektet och skulle vilja ha möjlighet att skriva såväl som regissera det. Efter förhandlingar gick Paramount med på att anställa Polanski för projektet med en preliminär budget på 1,9 miljoner dollar varav 150 000 dollar skulle gå till Polanski.
Polanski slutförde det 272-sidiga manuset för filmen på cirka tre veckor. Polanski byggde det nära på den ursprungliga romanen och införlivade stora delar av romanens dialog och detaljer med mycket av det hämtat direkt från källtexten.

### Rollbesättning

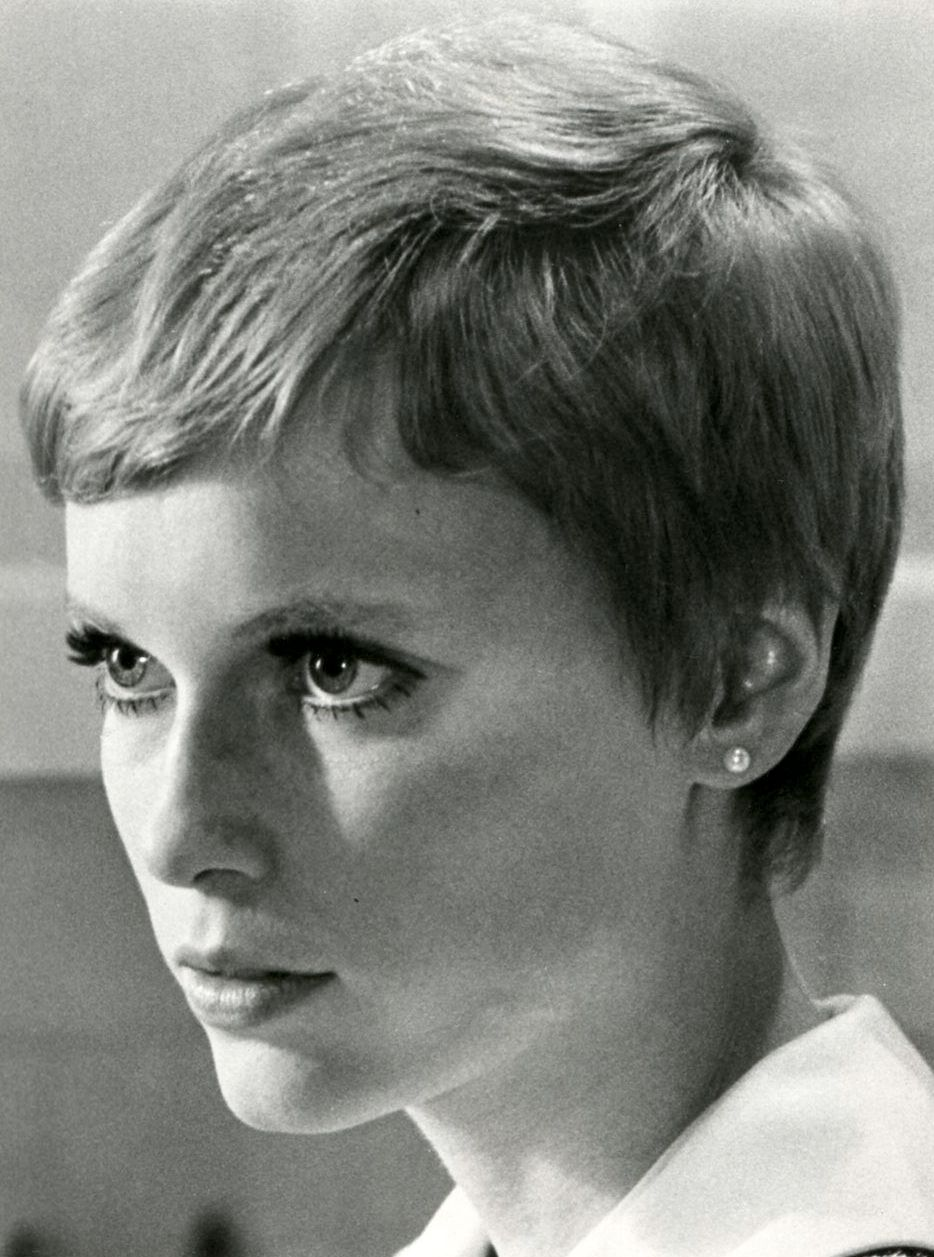
Mia Farrow som Rosemary Woodhouse.

Rollsättningen för Rosemarys baby började sommaren 1967 i Los Angeles, Kalifornien. Polanski föreställde sig ursprungligen Rosemary som en robust, välsvarvad, vardaglig typ och ville att Tuesday Weld eller hans egen fästmö Sharon Tate skulle spela rollen. Jane Fonda, Patty Duke och Goldie Hawn övervägdes också för rollen.
Eftersom boken ännu inte hade nått bästsäljarstatus var Evans osäker på om titeln ensam skulle garantera en publik för filmen, och han trodde att ett större namn behövdes i huvudrollen. Mia Farrow, som hade haft en biroll i Guns at Batasi (1964) och den ännu outgivna A Dandy in Aspic (1968) som hennes enda långfilmskrediter, hade ett oprövat kassarekord; hon hade dock fått större uppmärksamhet med sin roll som Allison MacKenzie i den populära tv-serien Peyton Place och hennes oväntade äktenskap med sångaren Frank Sinatra. Trots hennes spröda utseende gick Polanski med på att anta henne. Hennes deltagande i filmen upprörde Sinatra, som hade krävt att hon skulle avstå från sin karriär när de gifte sig.
Robert Redford var förstahandsvalet för rollen som Guy Woodhouse, men han tackade nej. Jack Nicholson övervägdes kort innan Polanski föreslog John Cassavetes, som han hade träffat i London. Vid castingen av filmens birollsskådespelare ritade Polanski skisser av hur han föreställde sig att karaktärerna skulle se ut, som sedan användes av Paramounts castingregissörer för att matcha med potentiella skådespelare. I rollerna som Roman och Minnie Castevet valde Polanski veteranscen/filmskådespelarna Sidney Blackmer och Ruth Gordon. Veteranskådespelaren Ralph Bellamy fick rollen som Dr. Sapirstein. (Många år tidigare hade Bellamy och Blackmer medverkat i filmen This Man Is Mine från 1934.)
När Rosemary ringer Donald Baumgart, skådespelaren som blir blind och ersätts av Guy, är rösten som hörs i telefonen skådespelaren Tony Curtis. Farrow, som inte hade fått veta vem som skulle läsa Baumgarts repliker, kände igen hans röst men kunde inte placera den. Den lilla förvirring hon visar under hela samtalet var precis vad Polanski hoppades fånga genom att inte avslöja Curtis identitet i förväg.

### Filmning

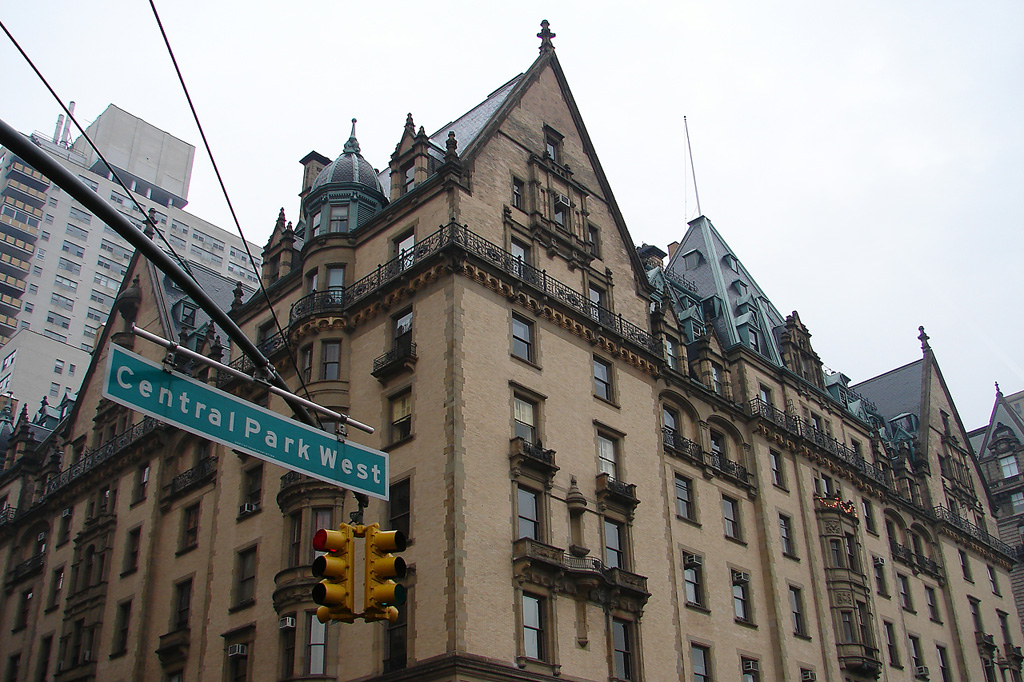
Dakota Building fungerade som stand-in för exteriörbilderna av den fiktiva Bramford Building

Inspelningen av Rosemarys baby började den 21 augusti 1967 i New York City. När Farrow var ovillig att filma en scen som skildrade en förvirrad och upptagen Rosemary som går mitt i Fifth Avenue mot mötande trafik, pekade Polanski på hennes graviditetstoppning och försäkrade henne, "ingen kommer att köra på en gravid kvinna". Scenen filmades framgångsrikt med Farrow som gick bland verklig trafik och Polanski följde efter och använde den handhållna kameran eftersom han var den enda som var villig att göra det.
I september 1967 hade inspelningen flyttats till Kaliforniens Paramount Studios i Hollywood, där interiöruppsättningar av Bramford-lägenheterna hade byggts på ljudscener. Ytterligare en inspelning ägde rum i Playa del Rey i oktober 1967. Farrow erinrade sig att drömsekvensen där hennes karaktär deltar i en middagsfest på en yacht filmades på ett fartyg nära Santa Catalina Island. Även om Paramount ursprungligen hade gått med på att spendera 1,9 miljoner dollar för att göra filmen, förlängdes inspelningen på grund av Polanskis noggranna uppmärksamhet på detaljer, vilket resulterade i att han slutförde upp till femtio tagningar av enstaka scener. Fotograferingen drabbades av betydande schemaläggningsproblem som ett resultat och gick slutligen 400 000 dollar över budgeten. I november 1967 rapporterades att inspelningen låg över tre veckor efter schemat.
Inspelningen stördes ytterligare när Farrows make, Frank Sinatra, halvvägs genom inspelningen delgav henne skilsmässopapper via en företagsadvokat framför skådespelarna och filmteamet. I ett försök att rädda hennes förhållande bad Farrow Evans att lösa henne från sitt kontrakt, men han övertalade henne att stanna kvar i projektet efter att ha visat henne en timmes lång grovklippning och försäkrat henne att hon skulle få en Oscar-nominering för sin prestation. Inspelningen avslutades den 20 december 1967 i Los Angeles.

## Musik i filmen
- Lullaby, komponerad av Krzysztof Komeda, sång Mia Farrow
- Für Elise, pianobagatell, a-moll, kompositör Ludwig van Beethoven

## Utmärkelser
- 1968 - Photoplay Awards - guldmedalj
- 1969 - Oscar - bästa kvinnliga biroll, Ruth Gordon
- 1969 - David - bästa utländska skådespelerska, Mia Farrow
- 1969 - Golden Globe - bästa kvinnliga biroll, Ruth Gordon
- 1969 - KCFCC Award - bästa manliga biroll, Sidney Blackmer
- 1969 - KCFCC Award - bästa kvinnliga biroll, Ruth Gordon
- 1970 - Fotogramas de Plata - bästa utländska filmframförande, Mia Farrow
- 1970 - Le Syndicat Français de la Critique de Cinéma - kritikernas pris, bästa utländska film, Roman Polanski